# زیر آفتاب شیطان (فیلم)
زیر آفتاب شیطان (به فرانسوی: Sous le soleil de Satan) فیلمی فرانسوی به کارگردانی موریس پیالا محصول سال ۱۹۸۷ است. این فیلم بر اساس رمانی به همین عنوان در سال ۱۹۲۶ از ژرژ برنانوس ساخته شده است. زیر آفتاب شیطان در جشنواره فیلم کن ۱۹۸۷ برندهٔ نخل طلایی شد.

## داستان
دونیسان کشیشی پرشور در روستا است. مونو سگره رئیس کلیسا سعی در محسوس نگه داشتن وی دارد ولی توسط شیطان فریفته می‌شود. دونیسان سپس سعی در نجات روح دختری به نام موشت می‌کند که یکی از معشوق‌هایش را به قتل رسانده است. فیلمی دربارهٔ عرفان و بخشایندگی خداوند.